# Hemipiliopsis
Hemipiliopsis es un género monotípico de orquídeas perteneciente a la subfamilia Orchidoideae. Su única especie:  Hemipiliopsis purpureopunctata (K.Y.Lang) Y.B.Luo & S.C.Chen, es originaria de Asia donde se encuentra desde el sudeste del Tíbet hasta Arunachal Pradesh.

## Descripción
Es una orquídea de pequeño a mediano tamaño que prefiere el clima fresco al frío. Tiene hábitos terrestre con manchas moradas en toda la planta, incluida la flor. con tubérculos que dan lugar a un tallo erecto con 2 brácteas estériles, de aspecto escamoso y que lleva una sola hoja ovado-oblonga, elíptica, de color verde, que por el haz es de color púrpura brillante, y verde con manchas púrpura por el envés. Florece en el verano en una inflorescencia erecta de 8 a 20 cm de largo, con 2 a 20 flores, más cortas que las brácteas florales.

## Distribución y hábitat
Se encuentra en el sureste de la provincia Xizang de China y el noreste de la India en Arunachal Pradesh  en los bosques perennifolios de hoja ancha, en los pastizales y en los suelos de arena a lo largo de los ríos en una altitud de 2100 a 3400 metros.  

## Sinonimia
- Habenaria purpureopunctata K.Y.Lang, Acta Phytotax. Sin. 16(4): 127 (1978). basónimo[1]